# Гологлазые муравьянки
Гологлазые муравьянки (лат. Rhegmatorhina) — род птиц из семейства типичных муравьеловковых (Thamnophilidae).

## Распространение
Обитают в Южной Америке. Несколько видов являются эндемиками Бразилии.

## Биология
Эти птицы следуют за кочевыми муравьями, что помогает им ловить свою добычу. Отряды муравьев вспугивают членистоногих в лесной подстилке и птицы могут добыть их.

## Список видов
Международный союз орнитологов относит к роду 5 видов:
- Rhegmatorhina berlepschi — Арлекиновая гологлазая муравьянка
- Rhegmatorhina cristata — Рыжехохлая гологлазая муравьянка
- Rhegmatorhina gymnops — Черноголовая гологлазая муравьянка
- Rhegmatorhina hoffmannsi — Белогрудая гологлазая муравьянка
- Rhegmatorhina melanosticta — Серохохлая гологлазая муравьянка